# Eingangsamt
Eingangsamt (auch Einstiegsamt) ist im deutschen Beamtenrecht das unterste Amt in einer Laufbahn. Einem Beamten wird zu Beginn eines Beamtenverhältnisses auf Probe grundsätzlich das Eingangsamt verliehen. 
Beamte im Beamtenverhältnis auf Widerruf haben noch kein statusrechtliches Amt inne. Ihnen wird nach erfolgreichem Abschluss des Vorbereitungsdienstes mit der Ernennung zum Beamten auf Probe das Eingangsamt verliehen.
Die Einstellung in ein höheres Amt als das Eingangsamt der Laufbahn ist bei Bundesbeamten und Landesbeamten ausnahmsweise zulässig bei entsprechenden beruflichen Erfahrungen oder sonstigen Qualifikationen, die zusätzlich zu den Abschlüssen und beruflichen Erfahrungen, die für die Anerkennung der Laufbahnbefähigung erforderlich sind, erworben wurden, sofern dies im entsprechenden Laufbahnrecht vorgesehen ist.

## Eingangsämter nach Laufbahngruppen
Für Bundesbeamte sind den Eingangsämtern der vier Laufbahngruppen folgenden Besoldungsgruppen zugewiesen (in Klammern Beispiele typischer (Grund-)Amtsbezeichnungen):
- einfacher Dienst: Besoldungsgruppe A 3 oder A 4 (Hauptamtsgehilfe bzw. Amtsmeister)
- mittlerer Dienst: Besoldungsgruppe A 6 oder A 7 (Sekretär bzw. Obersekretär)
- gehobener Dienst: Besoldungsgruppe A 9 oder A 10 (Inspektor bzw. Oberinspektor)
- höherer Dienst: Besoldungsgruppe A 13 (Rat)

In den Ländern gelten zum Teil abweichende Regelungen. So ist beispielsweise in Baden-Württemberg in einer technischen Laufbahn des gehobenen Dienstes der Amtmann (Besoldungsgruppe A 11) mit dem entsprechenden Zusatz, beispielsweise Brandamtmann in der Laufbahn des feuerwehrtechnischen Dienstes, das Eingangsamt.

## Beförderungsamt
Ein Beförderungsamt ist ein Amt mit einem höheren Endgrundgehalt als das Eingangsamt. Beförderungen erfolgen nach Eignung, Befähigung und fachlicher Leistung. Beförderungen sind grundsätzlich vor Ablauf eines Jahres seit Einstellung oder der letzten Beförderung unzulässig.